# IDog

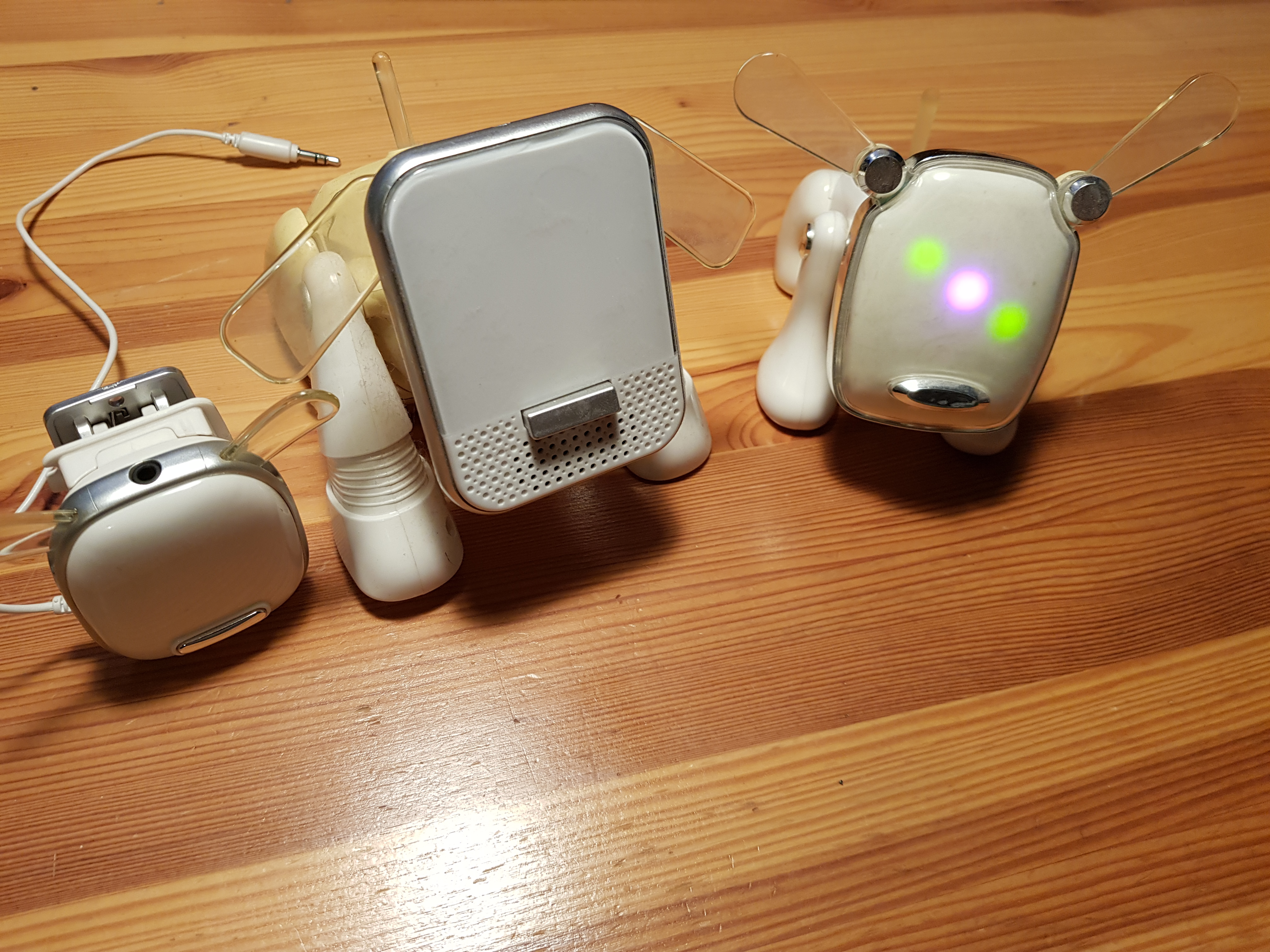
Fotografía que muestra los distintos modelos de iDog producidos

El iDog es un perro robot diseñado y manufacturado por Sega y comercializado por Hasbro en los Estados Unidos.
iDog recibe información desde una fuente externa de música, como un reproductor de mp3 y enciende luces y baila al ritmo de la misma. 
También se comercializa como eDog en Alemania, Italia y Países Bajos.
Aunque el original fue diseñado por SEGA, los modelos iDog Amped, iDog Dance, iCat, iCy, iTurtle, e iDog Soft Speaker fueron diseñados por Hasbro.
Siempre se ha dicho que el perro es el mejor amigo del hombre. En este caso, además, es el mejor amigo de su reproductor de música. El iDog es un perro al cual podemos conectar un reproductor, mediante el cable que incorpora y que funciona como altavoz, lo que nos permitirá oír nuestra música sin necesidad de auriculares.
Además, el robot hará luces y moverá la cabeza al ritmo de la música y su personalidad se irá adaptando al tipo de música que le hagamos reproducir.
En Japón está disponible, aparte de en color blanco, en azul y en rosa.